# Die Dame in Schwarz (1951)
Die Dame in Schwarz ist ein Kriminalfilm von 1951 unter der Regie von Erich Engels. Der Titel für den internationalen Markt ist The Lady in Black. Die Hauptrollen sind mit Paul Hartmann und Mady Rahl sowie mit Rudolf Prack, Inge Egger und Franz Schafheitlin besetzt.

## Handlung
Während einer nächtlichen Streife nimmt der Polizist Nils Corbett den flüchtenden Bankräuber Maurice fest, während ein weiterer Täter flüchten kann. Seit einigen Wochen gibt es ähnliche Überfälle auf Banken, die wiederum stark an jahrelang zurückliegende Überfälle der sogenannten „Rosollbande“ erinnern. Seinerzeit hatte der Kriminalist und Anwalt Dr. Frederik Royce der „Rosollbande“ das Handwerk gelegt. Der Anführer der Bande wurde hingerichtet und auch die weiteren Bandenmitglieder überlebten die Auseinandersetzungen mit der Polizei nicht. Lediglich der Geliebten des Anführers, die damals Collin hieß und sich später Bianca Monnier nannte, gelang die Flucht ins Ausland.
Die Ermittlungen zur Überfallserie übernimmt Chefinspektor Marshall, der seinen Freund Dr. Royce zum Fall hinzuzieht. Der Anwalt Royce wird einige Tage nach dem letzten Überfall von Bianca Monnier aufgesucht. Sie verlangt von ihm, dass der festgenommene Maurice – ihr Liebhaber – umgehend freigelassen wird. Sie macht Royce klar, dass sie wisse, dass seine Tochter Carla in Wirklichkeit die Tochter seines Bruders ist, der ebenfalls Mitglied der Rosollbande war. Sie droht ihm damit, ihr Wissen publik zu machen, zumal auch Maurice von der falschen Vaterschaft Royces weiß.
Als Maurice einige Tage später bei einem Ausbruchsversuch erschossen wird, macht Bianca Monnier Royce dafür verantwortlich. Sie beginnt, Kontakt zu Carla zu suchen und Royce klarzumachen, dass er sie nur mundtot machen könne, indem er sie heirate. Ein postlagernder Brief von Royce, in dem er Bianca um eine Aussprache bittet, erreicht sie nicht mehr. Sie wird tot aufgefunden und alle Umstände lassen auf Selbstmord schließen.
Polizeiwachtmeister Nils Corbett glaubt aufgrund verschiedener, ihm zugetragener Informationen nicht an eine Selbsttötung und ermittelt auf eigene Faust. Es gelingt ihm, seine Verlobte Ann in die inzwischen von der Polizei freigegebene Wohnung Bianca Monniers als Mieterin einzuquartieren. Eines Nachts steht ein Bekannter Bianca Monniers in der Tür, der nichts von ihrem Tod weiß. Er ist sich sicher, dass Bianca Monnier keine Frau war, die Selbstmord begeht. Er widerlegt gegenüber Corbett auch den Beweis, dass, da die Tür ja von innen verschlossen war, niemand das Zimmer betreten oder verlassen habe können. Das bestärkt Corbett in seinem Glauben, dass Bianca Monniers Tod nicht selbstverschuldet war. Verbissen verfolgt er den Fall weiter. Als der junge Polizeibeamte einige Zeit später seinen Dienst bei der Polizei quittiert, ist die Überraschung bei allen groß.
Einige Zeit später heiratet Carla. Chefinspektor Marshall bringt das Paar zum Flughafen, während Royce in seinem Haus zurückbleibt. Bei seiner Rückkehr findet Marshall seinen Freund tot auf: Royce hat die erpresserische Bianca Monnier vergiftet und angesichts der Ermittlungen von Nils Corbett keinen anderen Ausweg als Selbstmord gesehen. Marshall und Corbett, die beide wissen, was für ein besonderer Mann Royce war, sind sich einig, ihr Wissen über den Zusammenhang des Todes ihres Freundes für sich zu behalten. Royce sei einem Herzinfarkt erlegen.

## Produktionsnotizen
Der Film wurde im Atelier München-Geiselgasteig mit Außenaufnahmen aus München gedreht. Für die Bauten war Max Mellin zuständig, die Produktionsleitung lag in den Händen von Hans Tost. Wegen Finanzschwierigkeiten der Dornas-Filmproduktion wurden die Dreharbeiten unterbrochen und erst durch die Neue Emelka GmbH zum Abschluss gebracht.
Die Dame in Schwarz wurde am 23. November 1951 in mehreren Städten in der Bundesrepublik Deutschland, darunter Düsseldorf und Krefeld, uraufgeführt.

## Kritik
„Kriminalistisch gesalzener Unterhaltungsfilm mit Frackzwang nach acht und perfekt Liszt spielenden Hauptdarstellern (Mady Rahl als Erpresserin, Gentleman-Comeback für Paul Hartmann). Nachdem beide gewaltsam verschieden sind, bleibt noch ein kreuzbraver Polizeiwachtmeister samt Braut übrig (Rudolf Prack, Inge Egger). Regie: Erich Engels. Mühseliges Drehbuch, phlegmatische Kamera.“

„Ein angesehener Kriminalist vergiftet die erpresserische Geliebte eines hingerichteten Verbrechers. Er wird von einem jungen Kollegen überführt. Umständlicher Kriminalfilm auf durchschnittlichem Niveau.“

„Wiederholungstäter Erich Engels (‘Dr. Crippen an Bord’, ‘Mordprozess Dr. Jordan’), der zusammen mit Wolfgang Neumeister auch das Drehbuch verfasst hat, versucht sich hier an einem ‚typisch englischen‘ Kriminalfilm. Dabei gerät ihm der Plot zu umständlich und auch das Tempo lässt etwas zu wünschen übrig. Dafür stimmt die Atmosphäre und gefällt das Produktionsdesign, derweilen die sorgfältig zusammengestellte Schauspielriege um Paul Hartmann als Giftmischer solide bis unauffällig agiert.“